# Chippie

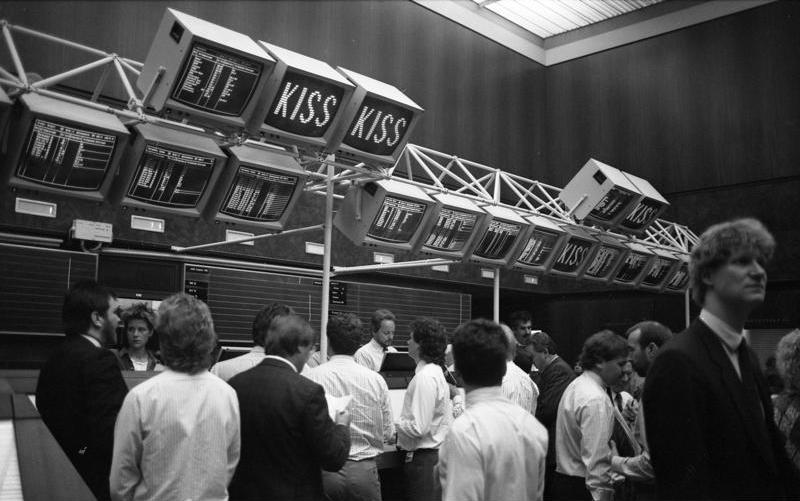
«Компьютер и деньги», Chippie, 5 сентября 1992 (фото: Франкфуртская фондовая биржа, 1988).

Радиопередача Chippie на канале hr2 была одной из первых передач о компьютерах немецкой телерадиокомпании ARD. Она начала транслироваться в 1990 г. на втором канале Гессенского радиовещания (Hessischer Rundfunk). Вначале передача «Chippie» транслировалась вместе с радиожурналом для молодёжи «Радио» в различное время, впоследствии она получила
собственное время трансляции по субботам в 15 часов.
Самый ранний из сохранившихся докладов, прозвучавших в рамках этой передачи, носит название «Конечно, компьютеры умеют разговаривать» (16 февраля 1990 г.) и принадлежит научному журналисту Вивиен Маркс. Ведущими передачи были Клаудия Бультье и Патрик Конли.
Последний раз передача «Chippie» транслировалась 1 декабря 1995 года. Самым первым радиожурналом в истории немецкоязычного радиовещания был «Bit, byte, gebissen» (на канале Баварского телерадиовещания, 1985—1993 гг.). Известными на сегодняшний день передачами из области компьютеров и новых медиа являются «Chaosradio» телерадиокомпании Берлин-Бранденбург и «Matrix» австрийской телерадиокомпании.